# Paul Plimley

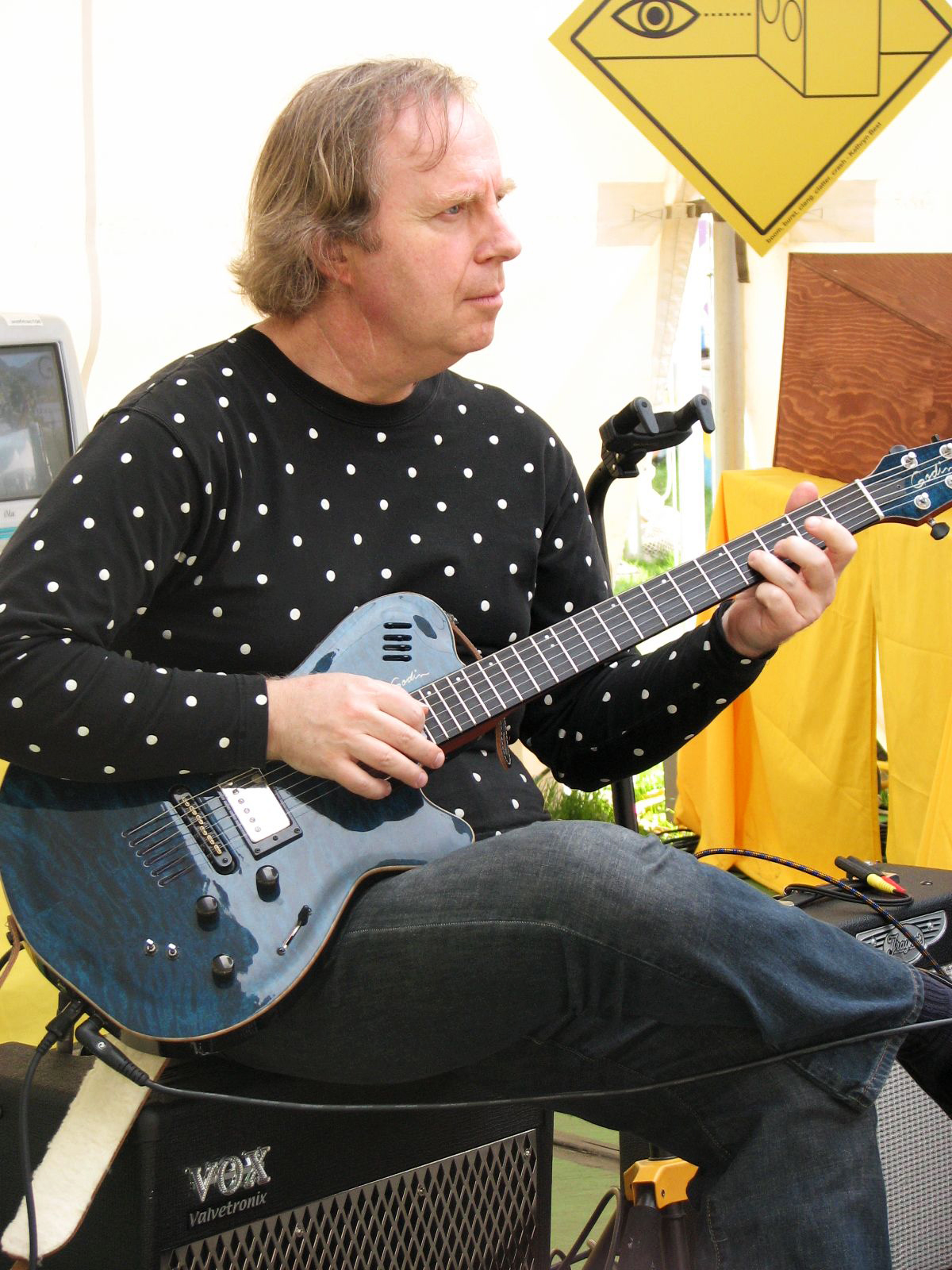
Paul Plimley (2008)

Paul Horace Plimley (* 16. März 1953 in Vancouver; † 18. Mai 2022
) war ein kanadischer Pianist, Vibraphonist und Komponist des Free Jazz und der Neuen Improvisationsmusik. Er zählte zu den Protagonisten des Free Jazz im Kanada der späten 1970er-Jahre.

## Leben und Wirken
Paul Plimley gehört zu den Veteranen der kanadischen Free Jazz und Avantgarde Jazz-Szene. Er studierte von 1971 bis 1973 klassisches Klavierspiel bei Kum-Sing Lee an der Universität von British Columbia. 1978/1979 studierte er bei Karl Berger und Cecil Taylor im Creative Music Studio in Woodstock, NY.
1977 gründete er mit Paul Cram, Ralph Eppel, Lisle Ellis und Gregg Simpson den New Orchestra Workshop und spielte mit mehreren Formationen im Umfeld dieses Ensembles, wie dem NOW Orchestra. Lange Zeit arbeitete er mit dem Bassisten Lisle Ellis zusammen, wie bei dem Duo-Album Both Sides of the Same Mirror (Nine Winds, 1989). Außerdem spielte er zwei Alben für Hat Art ein; in „Kaleidoscopes“ (1992) interpretierte er das Werk von Ornette Coleman. Das (unter der nominellen Leitung von Joe McPhee eingespielte) Album mit dem Titel Sweet Freedom, Now What? (1994) ist ein Remake von Max Roachs Freedom Now Suite. Er wirkte außerdem an Aufnahmen von George Lewis, Barry Guy, Wadada Leo Smith, Glenn Spearman, Cecil Taylor sowie der Formation What We Live mit. Mit Barry Guy und Lucas Niggli spielte er seit einem Debüt auf dem Vancouver International Jazz Festival 2010 im Hexen Trio.
Plimley gehörte zu den seltenen Interpreten von Ornette Colemans Musik auf dem Klavier, einem Instrument, das ansonsten antithetisch zu Colemans Musik steht. Sein Klavierspiel ist nach Richard Cook und Brian Morton von Cecil Taylor und Don Pullen beeinflusst.

## Diskographische Hinweise

### Als Leader
- 1988 – Swinging Planets (Wiederveröffentlicht 2018),[2] mit Clyde Reed, Gregg Simpson
- 1990 – When Silence Pulls (Music & Arts), mit Andrew Cyrille
- 1992 – Noir (Victo) mit Bruce Freedman und Gregg Bendian
- 1994 – Density of the Lovestruck Demons (Music & Arts) mit Donald Robinson
- 1995 – Senseology (Maja) mit Barry Guy
- 1996 – Everything in Stages (Songlines)
- 1998 – Ivory Ganesh Meets Doctor Drums (Songlines) mit Trichy Sankaran
- 1999 – Safecrackers (Victo) mit Scott Amendola (Victo, 1999)

### Mit »New Orchestra Workshop«
- 1990 – The Future is N.O.W. (Nine Winds)
- 1991 – N.O.W. You Hear It (Nine Winds)

### Mit »What We Live«
- 1994 – What We Live (Black Saint)
- 1994 – What We Live Fo(u)r (Black Saint)
- 1996 – Neverwas (Black Saint)
- 1998 – Trumpets (Black Saint)

### Weitere kollaborative Bandprojekte
- Paul Plimley / Barry Guy: Sensology (Maya Recordings, 1997)
- Henry Kaiser / Paul Plimley: Passwords (1999, mit Danielle DeGruttola)
- Paul Plimley, Barry Guy, Lucas Niggli: Hexentrio (Intakt Records, 2012)
- Henry Kaiser / Paul Plimley / Weasel Walter / Lukas Ligeti: The Starbreak Splatterlight (2016)
- Anthony Davis, Paul Plimley, Al Neil, John Kameel Farah: Past Piano Present | Live at Western Front 1985 - 2015 (2016)
- Ellwood Epps, Paul Plimley, Dylan van der Schyff: Plaiting Traces (2019)
- Tommy Babin / Kenton Loewen / Paul Plimley: Artful Dodgers (2019)
- John Oswald, Henry Kaiser, Paul Plimley with Scott Amendola, Tracy Silverman: At One Time (Improvisations for Cecil Taylor) (2021)

### Als Sideman
- 1988 – Cecil Taylor: Legba Crossing (FMP)
- 1994 – Barry Guy: Study – Witch Gong Game 11/10 (Maja)
- 1997 – George Lewis: Endless Shout (Tzadik)
- 1998 – Henry Kaiser & Wadada Leo Smith: Yo Miles! (Shanachie Records)

## Lexikalische Einträge
- Richard Cook, Brian Morton: The Penguin Guide to Jazz on CD. 6. Auflage. Penguin, London 2002, ISBN 0-14-051521-6.
- Wolf Kampmann (Hrsg.), unter Mitarbeit von Ekkehard Jost: Reclams Jazzlexikon. Reclam, Stuttgart 2003, ISBN 3-15-010528-5.
- Paul Plimley (The Canadian Encyclopedia)